# Takahama
Takahama (jap. 高浜市 Takahama-shi) – miasto w Japonii, w prefekturze Aichi, na wyspie Honsiu.

## Położenie
Miasto leży w środkowej części prefektury i sąsiaduje z:
- Kariya
- Anjō
- Hekinan
- Handa
- Higashiura

## Historia
- 1 października 1889 roku – powstała wioska Takahama (w powiecie Hekikai)[1].
- 9 lipca 1900 roku – Takahama zdobyła status miasteczka („chō”)[1].
- 1 maja 1906 roku – teren miejscowości powiększył się o wioski Yoshihama (jap. 吉浜村) i Takatori (jap. 高取村) (z powiatu Hekikai)[1].
- 1 grudnia 1970 roku – Takahama zdobyła status miasta[1], a powiat Hekikai został rozwiązany.

## Populacja
Zmiany w populacji Takahamy w latach 1970–2015:
| Rok  | Populacja |
| ---- | --------- |
| 1970 | 31 102    |
| 1975 | 32 191    |
| 1980 | 31 548    |
| 1985 | 31 270    |
| 1990 | 33 478    |
| 1995 | 36 029    |
| 2000 | 38 127    |
| 2005 | 41 351    |
| 2010 | 44 027    |
| 2015 | 46 236    |